# José Pacheco (político)
José Eduardo da Cunha Pacheco (Açores, 4 de fevereiro de 1971) é um político, atual deputado à Assembleia Legislativa dos Açores e Presidente do CHEGA-Açores.
Foi adjunto do grupo parlamentar do CDS-Açores em 2004 e próximo do antigo vice-presidente regional centrista, Paulo Gusmão. Tendo sido deputado municipal na Lagoa. Foi o primeiro secretário-geral do CHEGA-Açores, e um dos dois primeiros deputados do CHEGA na Assembleia Legislativa dos Açores. Foi também eleito na IV Convenção do CHEGA, Vice-Presidente, mas após a V Convenção saiu da direção nacional.

## Trajetória no CHEGA
José Pacheco iniciou a sua carreira política no CHEGA através de um convite do então vice-presidente da direção nacional, Diogo Pacheco de Amorim, encarregue do partido nas regiões autónomas. Cabeça de lista nas eleições regionais açorianas de 2020, pelo circulo de compensação acaba por ser eleito deputado regional, juntamente com o ex-presidente do CHEGA-Açores, Carlos Furtado. Concorrendo pela primeira vez o partido consegue 5,06%. Devido a uma guerra interna e à retirada da confiança política por parte da direção nacional, Carlos Furtado acaba por abandonar o partido, e José Pacheco assume o papel de deputado único do partido naquela Assembleia. Foi candidato nas eleições autárquicas de 2021, candidato à presidência da Câmara da Lagoa, não tendo sido eleito. Em novembro de 2021, devido às declarações do líder social democrata, Rui Rio, sobre ser contra um acordo pós eleitoral com o CHEGA a nível nacional depois das eleições legislativas de 2022, André Ventura deu indicações ao deputado José Pacheco para a retirada do apoio parlamentar, que sustenta o governo minoritário na região. Posteriormente, após uma conversa com André Ventura, Pacheco disse que daria uma última oportunidade ao governo minoritário açoriano.
No quarto Congresso Nacional do CHEGA, Ventura convidou, José Pacheco a integrar na sua direção nacional como Vice-presidente do partido. Foi indicado para as eleições legislativas de 2022 como o cabeça de lista pelo circulo eleitoral dos Açores à Assembleia da República. A 1 de abril de 2022 comunicou que seria candidato à liderança do CHEGA-Açores nas eleições internas regionais de 2022. No dia 30 de abril de 2022 tomou posse como o novo presidente do Chega-Açores.

## Resultados Eleitorais

### Eleições regionais

#### Açores
| Data | Partido     | Partido | Círculo eleitoral | Posição     | Cl.   | Votos          | %             | Status                     | Notas                                                              |
| ---- | ----------- | ------- | ----------------- | ----------- | ----- | -------------- | ------------- | -------------------------- | ------------------------------------------------------------------ |
| 2020 |             | CH      | São Miguel        | 2.º (em 20) | 3.º   | 2 961          | 5,55 / 100,00 | Eleito                     | Eleito no círculo de compensação. Secretário-Geral do CHEGA-Açores |
| 2024 | 1.º (em 20) | CH      | São Miguel        | 3.º         | 7 106 | 11,78 / 100,00 | Eleito        | Presidente do CHEGA-Açores |                                                                    |

### Eleições legislativas
| Data | Partido | Partido | Círculo eleitoral | Posição    | Cl. | Votos | %             | Status     | Notas |
| ---- | ------- | ------- | ----------------- | ---------- | --- | ----- | ------------- | ---------- | ----- |
| 2022 |         | CH      | Açores            | 1.º (em 5) | 3.º | 4 986 | 5,93 / 100,00 | Não eleito |       |